# برنار كامبان
برنار كامبان (بالفرنسية: Bernard Campan)‏
```
(و. 
1958
 – 
م
)
[
2
]
 هو 
ممثل
، 
وممثل هزلي
، 
ومخرج سينمائي
، 
وكاتب سيناريو
 من 
فرنسا
 . ولد في 
أجان
 .
[
3
]
```

## التعليم
تعلم في مدرسة رينيه سيمون للفنون الدرامية ‏

## روابط خارجية
- برنار كامبان على موقع IMDb (الإنجليزية)
- برنار كامبان على موقع ألو سيني (الفرنسية)
- برنار كامبان على موقع ميوزك برينز (الإنجليزية)
- برنار كامبان على موقع أول موفي (الإنجليزية)
- برنار كامبان على موقع ديسكوغز (الإنجليزية)
- برنار كامبان على موقع قاعدة بيانات الفيلم (الإنجليزية)
- برنار كامبان على موقع كينوبويسك (الروسية)